# Astrid Hjertenæs Andersen
Astrid Gerd Judith Hjertenæs Andersen (5. september 1915 i Horten - 21. april 1985 i Ramnes) var en norsk lyriker og rejsebogsforfatter. Hun regnes som en af de centrale norske lyrikere i efterkrigstiden. I tillæg til sit eget forfatterskab gendigtede Andersen poesi fra ungarsk.
Andersen blev uddannet maskinskriverske og journalist og arbejdede i begge funktioner på dagbladet Aftenposten, men blev fuldtidsforfatter fra 1942. Hun debuterede med digtsamlingen De ville traner i 1945 og skrev udover en række digtsamlinger også kortromanen "Dr. Gnomen" og to rejseskildringer fra Algeriet og Island. Hun bevarede en tilknytning til journalistmiljøet og hendes digte blev ofte bragt i både Aftenposten og Dagbladet. Hendes samlede digte udkom 1985. 
Hun giftede sig i 1939 med billedkunstneren Snorre Andersen (1914-1979), som illustrerede askillige ad hendes digtsamlinger, herunder hendes naturdigte i De tyve landskaper fra 1980 med akvareller.
Andersens digtning var modernistisk og karakteriseret af et stærkt personligt kunstnerisk præg, ofte med brug af frie former sammen med en suggestiv billed- og symbolanvendelse med tråde tilbage til 1800-tallets symbolisme. Musik og billedkunst var en vigtig inspirationskilde for hendes digtning.

## Priser
- Kritikerprisen 1964, for Frokost i det grønne
- Vestfold fylkeskommunes Kunstnerpris i 1974
- Riksmålsforbundets litteraturpris 1976
- Doblougprisen 1984
- Det Norske Akademis Pris 1984